# Реріх Олена Іванівна
Олена Іванівна Реріх (уроджена Шапошникова) (нар. 31 січня (12 лютого) 1879, Санкт-Петербург — пом. 5 жовтня 1955, Калімпонґ, Індія) — російський релігійний філософ(в окремих джерелах філософ або езотеричний філософ), письменниця, громадський діяч.
Стверджувала, що методом ясночуття отримувала послання від Махатми Моріа. На основі щоденникових записів Олени Реріх була видана серія книг про релігійно — філософське вчення «Живої етики» («Агні Йога»).
Авторка книги «Основи буддизму», переклала російською мовою два томи «Таємної Доктрини» Олени Блаватської, а також вибрані Листи Махатм («Чаша Сходу»). Ідеї, викладені Оленою Реріх в Агні Йоги, зробили сильний вплив на формування і розвиток нью-ейджу в Росії.
Дружина Миколи Реріха. Організатор і учасниця культурно-просвітницької діяльності, розгорнутої під керівництвом Миколи Реріха у Росії, США та інших країнах; учасниця експедиції, організованої Миколою Реріхом по важкодоступним і малодосліджених районах Центральної Азії (1924—1928); почесний президент-засновник Інституту Гімалайських досліджень «Урусваті» в Індії, почесний президент-засновник музею Миколи Реріха в Нью-Йорку. Мати двох синів — Юрія та Святослава.

## Життя і творчість

### Походження. Дитинство.

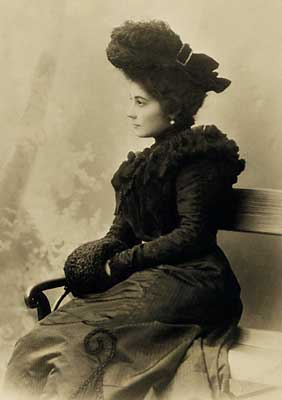
Олена Іванівна Реріх. 1900. Санкт-Петербург

Олена Іванівна Реріх народилася 1879 року в родині відомого петербурзького академіка архітектури Івана Івановича Шапошникова. Її мати Катерина Василівна Шапошникова, належала до старовинного роду Голенищевих-Кутузових, була двоюрідною правнучкою полководця Михайла Іларіоновича Голенищева-Кутузова.
Олена Іванівна росла в сім'ї, оточення якої складали відомі музиканти, письменники, художники. Дуже рано почала читати книги художнього, історичного та духовно-філософського характеру; була обдарованою особистістю, досягла високого рівня гри на фортепіано, захоплено займалася малюванням, вивчала філософію, міфологію та релігію.
У 1895 році Олена з золотою медаллю закінчила Маріїнську жіночу гімназію в Санкт-Петербурзі. Після закінчення гімназії вступила в Санкт-Петербурзьку приватну музичну школу, директором якої був професор гри на фортепіано Йосип Олександрович Борівка — помітна фігура музичного життя Петербурга того часу.
Після закінчення школи Олена Іванівна збиралася продовжити навчання в Петербурзькій консерваторії. Але родичі, побоюючись, що вона захопиться революційними настроями в студентському середовищі, заборонили їй вступати в консерваторію.

### Шлюб з Миколою Реріхом. Діти.

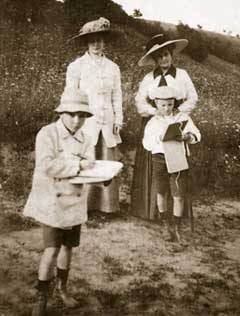
Олена Іванівна Реріх (праворуч) з синами

Олена часто проводила літо з матір'ю в Бологому Новгородської губернії у своєї тітки Євдокії Василівни Путятіної, у маєтку її чоловіка — князя Павла Арсенійовича Путятіна, відомого археолога і колекціонера. В 1899 році в Бологому відбулася її зустріч з художником і археологом Миколою Костянтиновичем Реріхом. Молоді люди покохали один одного і, незважаючи на те, що родичі Олени були проти їх весілля, в 1901 році повінчалися в церкві Імператорської Академії мистецтв на Василівському острові (Санкт-Петербург). На місці їх зустрічі в Бологому в 2001 році був споруджений пам'ятний меморіал («Пам'ятник любові») зі словами Миколи Реріха з нарису «Університет»: «…В Бологому, в маєтку князя П. А. Путятіна, я зустрів Ладу, супутницю і натхненницю. Радість!» Це був міцний союз двох люблячих людей, об'єднаних глибокими взаємними почуттями і спільними поглядами. «Дружно ми проходили всілякі перепони, — писав Микола Реріх про свій шлюб на схилі років. — І перешкоди зверталися в можливості. Присвячував я мої книги: „Олені, дружині моїй, другине, супутниці, натхненниці“». Багато картини Миколи Реріха є результатом їх спільної творчості. Художник, називаючи її в своїх творах «Провідної», стверджував, що на багатьох полотнах по праву можуть стояти дві підпису: його і Олени Іванівни. «Творили разом, і недарма сказано, що твори мали б носити два імені — жіноче і чоловіче».
У родині Реріхів було двоє дітей. У серпні 1902 року народився старший син Юрій, який став в майбутньому ученим-сходознавцем з світовим ім'ям, а в жовтні 1904-го з'явився на світ молодший з Реріхів — Святослав, майбутній художник, мислитель, громадський діяч. Олена Іванівна приділяла велику увагу вихованню дітей — читала їм книги, займалася іноземними мовами та музикою. Разом вони відвідували кращі концерти, виставки і театр. Вона допомагала кожному з синів виявити власні інтереси і схильності і створювала найбільш сприятливі умови для їх розвитку. З ранніх років діти зростали в атмосфері спілкування батьків з людьми мистецтва. В будинку Реріхів часто бували Врубель, Куїнджі, Стасов, Дягілєв, Стравінський, Блок, Бехтерев. Художник Сєров приходив малювати портрет Олени Реріх.

### Діяльність у Росії. Еміграція.

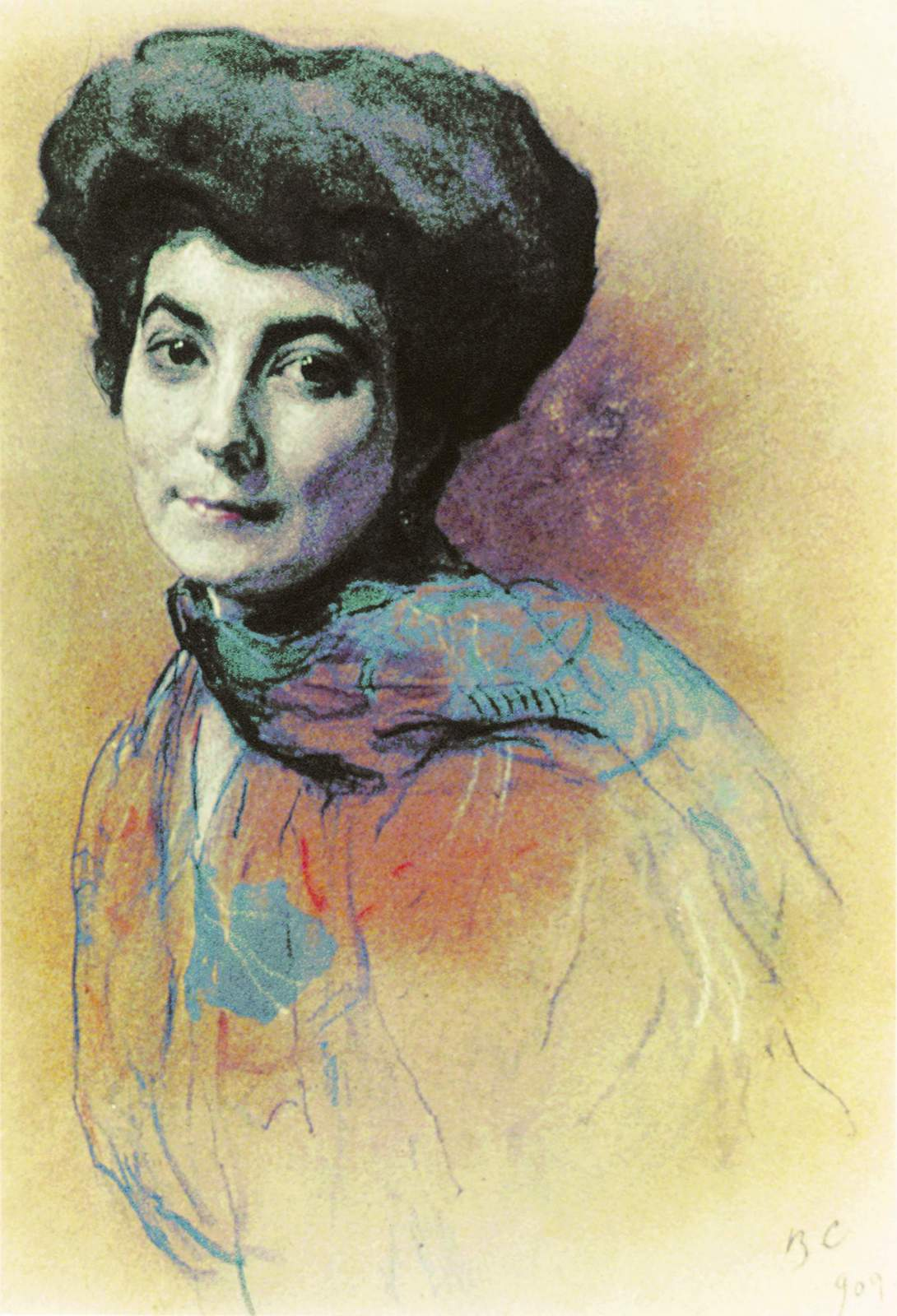
«Портрет Е. І. Реріх». 1909.
Валентин Сєров

О. І. Реріх підтримувала всі починання чоловіка, вникала в усі сфери його культурної діяльності. У 1903 — 1904 роках в пошуках витоків національної історії і культури Реріхи здійснили подорож по сорока давньоруським містам, під час якого Олена Іванівна фотографувала церкви, пам'ятки архітектури, їх розпис і орнамент. Опановувала майстерністю реставратора.
Проявилося її художнє чуття і в ролі колекціонера творів мистецтва і предметів старовини. Реріхами була зібрана чудова сімейна колекція з більш ніж трьохсот творів, яку вони передали пізніше в Ермітаж. Олена Іванівна була добре поінформована і в археології. Вона часто виїжджала з чоловіком на розкопки в Новгородської і Тверської губернії і нарівні з ним брала участь у цій роботі.
Чоловік і сини високо цінували роль Олени Іванівни як наставника і зберігача підвалин сім'ї.
У 1916 році сім'я Реріхів через важку хворобу легенів М. К. Реріха за наполяганням лікарів переїжджає в Фінляндії (Сердоболь), на узбережжі Ладозького озера.
У 1918 році Фінляндія оголосила свою незалежність і закрила кордони з Росією. Реріхи виявилися відрізаними від Росії. У 1919 році родина виїхала в Англію і оселилася в Лондоні.
У Лондоні починається зближення Реріхів з Теософським суспільством, заснованим Е. П. Блаватської. До теософам Реріхів привів Ст. А. Шибаєв. У липні 1920 року Олена Іванівна та Микола Костянтинович Реріхи отримали привітальний лист та офіційні посвідчення про членство в Теософського суспільства, підписані президентом Товариства А. Безант і генеральним секретарем англійського відділення Р. Бейлі Увером..

### Спіритичні сеанси
У світському середовищі Петербурга було поширено захоплення спіритичними дослідами, в яких чоловік Олени Реріх, Микола, брав участь з 1900 року. В еміграції з весни 1920 року вже вся сім'я Реріхів була захоплена спіритизмом, в їх будинку проводилися «сеанси», на які запрошувалися друзі і високопоставлені сановники. Освоювався метод «автоматичного письма», під яким в окультно-містичної практиці мається на увазі контакт з деякими духом. Безпосередні запису методом автоматичного письма робив головним чином Н. К. Реріх, а почасти і його син Юрій. Сама Олена Реріх мріяла опанувати цим методом духообщения, вважаючи, що таким шляхом можуть бути отримані правдиві повідомлення від «Владик», хоча запевняла, що «вона ніколи автоматично не писала».
«Автоматичне письмо досягається тимчасовим припущенням контролю над фізичною рукою медіума эфирною рукою контролюючої розвтіленій сутності»
Про спіритичних сеансах Реріхів відомо з повідомлень їх наближених, з їх внутрішньородинного листування і щоденникових записів, де є свідчення того, що на сеансах зі столом Реріхи нібито викликали душі померлих людей. Доньку своїх друзів Е. Реріх «познайомила» з духом, який представлявся як «грецький співак VI ст. до Різдва Христова» і давав цінні вказівки".
Під час спіритичних сеансів «столоверчения», які не були самоціллю, Реріхи намагалися встановити контакт з Учителями (Махатмами), що, за їх поданням, їм вдалося зробити з другої половини 1921 року. Пізніше Реріхи стали забороняти своєму оточенню використовувати спіритичні сеанси, а для візуалізації своїх співрозмовників і для їх слухання сім'ї Реріхів вже не потрібна була допомога столу.
Деякі дослідники вважають, що мали місце реальні зустрічі Реріхів з Махатмами, дійсне існування яких вважається недоведеною наукою. Інші дослідники, прихильники або критики рериховской езотеричної космології, вивчали щоденники Олени Реріх, вважають, що її співрозмовники «були» з астрального світу і в «астральних тіл».

### Жива Етика
Основна стаття: Жива Етика
За твердженням Олени Реріх книги Живої Етики (Агні-Йоги), релігійно-філософського вчення, що претендує на синтез всіх йог і релігій, були написані в результаті «бесід» з Махатмою Моріа. Це співробітництво тривало в 1920—1940 роки. Олена Реріх стверджувала, що методом ясночуття отримувала від Махатми Моріа послання, які були видані серією з 14 книг, що складають вчення. Філософія Агні-Йоги заснована на ідеях езотеризм. Реріхівське рух шанувальників Агні-Йоги, яке виникло в 1990-ті роки, надав особливий вплив на розвиток руху Нью-ейдж в Росії.

Про Агні-Йоги Реріх писала:
Існує критична думка Російської православної церкви про філософській спадщині Реріхів, в якому вчення Живої Етики вважається несумісним з християнством. Ця точка зору відображена у Визначенні Архієрейського Собору 1994 року.

### Переїзд до США
У 1920 році Н. К. Реріх отримав запрошення взяти участь в турне по США з виставкою своїх картин. Разом з чоловіком і дітьми Е. В. Реріх виїхала в Нью-Йорк. Там під керівництвом Н. К. Реріха і при безпосередній участі Олени Іванівни була розгорнута широка культурно-просвітницька діяльність. Її кульмінацією стало створення в Америці таких культурних організацій як Музей Миколи Реріха, Майстер-Інститут Об'єднаних Мистецтв, Міжнародне об'єднання художників «Cor Ardens» («Палаючі серця») Міжнародний мистецький центр «Corona Mundi» («Вінець Миру»). Всі ці культурні центри, організовані Реріхами, справили великий вплив на розвиток культури. Діючі в усьому світі під егідою цих організацій товариства, творчі клуби та освітні заклади, що об'єднували людей в ім'я творчої культурної діяльності. «Радісно бачити, — писала Олена Іванівна, — як у дні руйнування світлі душі збираються в ім'я Культури, намагаючись зберегти вогонь і дати радість творчого творення і розширення свідомості шукає виходу з розумової глухого кута, що веде за собою і матеріальне лихо».

### Індія.Центрально-азійська експедиція.
У грудні 1923 року Е. В. Реріх разом зі своєю сім'єю їде в Індію. В цей час приймає у чоловіка естафету записи духовних послань і повчань «згори», які змінюють свій узагальнений духовно-поетичний характер (книги Н. К. Реріха «Листи Саду Морії», «Квіти Морії») на більш змістовний і дидактично-прикладної.
Індія викликала у Реріхів особливий інтерес. Захоплення Індією та її духовною культурою не було чимось незвичайним для російської інтелігенції того часу. Культурна Росія переживала наприкінці XIX — початку XX століття нестримну тягу до цієї країни, відчуваючи співзвуччя своїх моральних шукань індійської духовної традиції.
З 1924 по 1928 рік Олена Іванівна бере участь у центрально-азійській експедиції, організованій М. К. Реріхом по важкодоступним і малодосліджених районах Індії, Китаю, Росії (Алтай), Монголії і Тибету.
В ході експедиції були проведені дослідження з різних галузей знання: історії, археології, етнографії, історії філософії, мистецтв і релігій, географії та ін., відзначені на карті невідомі раніше вершини і перевали, знайдені рідкісні манускрипти, зібрані багаті лінгвістичні матеріали. Особливу увагу приділено проблемі історичної єдності культур різних народів.
Експедиція проходила в дуже складних умовах, які вимагали від учасників мужності і терпіння. Е. В. Реріх розділила з рештою всі тяготи подорожі — важкі переходи, нападу розбійників, перешкоди, які чинили англійськими властями, які ледь не призвели до загибелі експедиції. «На коні разом з нами Олена Іванівна проїхала всю Азію, — писав Н. К. Реріх, — замерзала і голодувала в Тибеті, але завжди перша подавала приклад бадьорості всьому каравану. І чим більше була небезпека, тим бадьорішою та радіснішою була вона. У самій пульс був 140, але вона все ж намагалася особисто брати участь у розподілі каравану, і в залагоджуванні всіх подорожніх турбот. Ніхто ніколи не бачив занепаду духу або відчаю, адже до того бувало чимало приводів самого різного характеру».

### Інститут «Урусваті»
Після завершення Центрально-Азійської експедиції Реріхи залишилися жити в Індії, в долині Кулу (Західні Гімалаї), де в 1928 році заснували Інститут Гімалайських досліджень «Урусваті» (в перекладі з санскриту «Світло Ранкової зорі»). Він був задуманий як інститут комплексного вивчення великих районів Азії, які справили величезний вплив на розвиток світової культури. Також метою «Урусваті» було комплексне вивчення людини, її психологічних і фізіологічних особливостей. Е. В. Реріх стає почесним Президентом-засновником інституту і бере активну участь в організації його роботи. Тонкий знавець мистецтва, глибокий філософ — вона добре орієнтувалася в наукових проблем, якими займався інститут, і часто давала напрямок досліджень як добре підготовлений вчений. Основна діяльність Олени Іванівни полягала у вивченні давньої філософської думки Сходу.
О. І. Реріх мріяла про те, що в долині Кулу коли-небудь виросте місто Знання, який стане міжнародним науковим центром. «Ми бажаємо в цьому Місті дати синтез досягнень, тому всі області науки повинні бути згодом представлені в ньому. І так як Знання має своїм джерелом весь Космос, то й учасники станції повинні належати всьому світу, тобто всіх національностей…»
З часом «Урусваті» стає великим міжнародним інститутом, що об'єднав відомих вчених з різних країн світу. З ним співпрацюють Джагадиш Чандра Бос, Рабіндранат Тагор, А. Ейнштейн, Р. Міллікен, Л. Бройль, Р. Магоффин, С. Гедін, С. В. Метальников, Н. В. Вавілов та ін.

### Написання книг. Переклади.

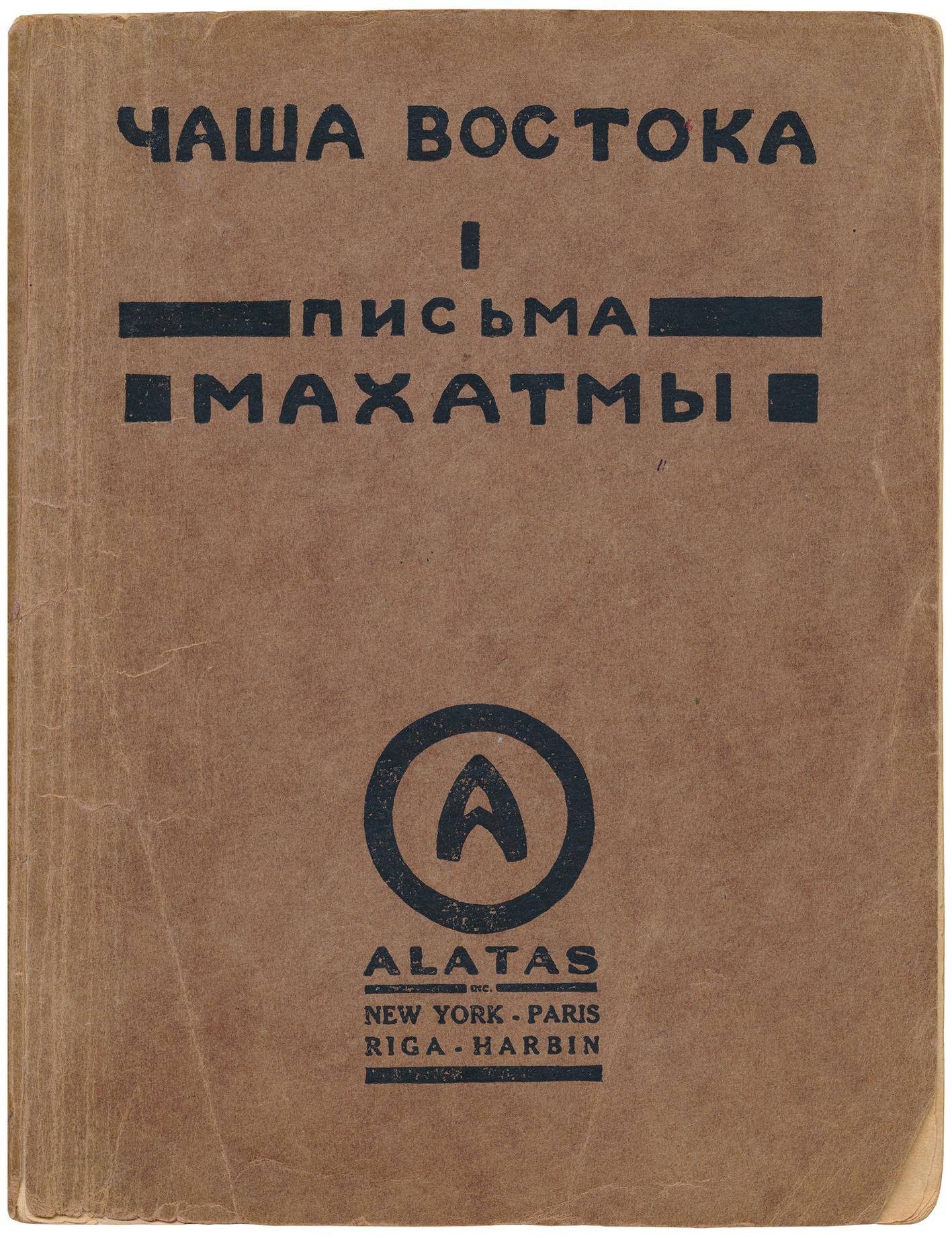
Чаша Сходу. I. Листи Махатми. Переклад Іскандер Ханум (О. І. Реріх). Нью-Йорк, Париж, Рига Харбін. Алатас, 1925

23 квітня 1925 року, під час перебування експедиції М. К. Реріха в Гульмарзі (Північно-Західна Індія), О. І. Реріх приступає до перекладу з англійської мови на російську великої вибірки які вийшли у Лондоні в 1923 році «Листів Махатм», присвяченій викладу східних доктрин та історії заснування Теософського Товариства. Вибірка листів склала першу (і останню) книгу серії «Чаша Сходу» під назвою «Листи Махатми» і в 1925 році вийшла під псевдонімом Іскандер Ханум.
В 1926 році в Монголії, в Урге (Улан-Батор), де в цей час перебувала експедиція, було видано рукопис О. І. Реріх «Основи буддизму», в якій трактуються фундаментальні філософські поняття вчення Будди, такі як перевтілення, закон карми, Нірвана. У книзі також йдеться про глибоку моральну основу цього вчення і спростовується один із основних стереотипів західного мислення того часу про людину в буддизмі як про нікчемну, забутому Богом істоту.
Там же в Монголії в 1927 році, вийшла в світ одна з книг Живої Етики — «Громада».
В Кулу Олена Іванівна продовжує роботу над книгами Живої Етики, основною працею свого життя. У 1929 році в Парижі під псевдонімом Жозефіна Сент-Ілер російською мовою була видана робота «Криптограми Сходу». Вона містить апокрифічні сказання, легенди і притчі з життя Великих подвижників і Вчителів людства — Будди, Христа, Аполлонія Тіанського, правителя Індії Акбара, Сергія Радонезького. Образу Зберігача та Заступника землі руської Е. І. Реріх присвячує окремий нарис «Преподобний Сергій Радонезький», в якому з'єднує відмінне знання історії і богослов'я з глибокою і трепетною любов'ю до подвижника. Ця робота входить у книгу «Прапор Преподобного Сергія Радонезького», яка була видана під псевдонімом Н. Яровська в 1934 році.
У першій половині 1930-х років О. І. Реріх переклала російською мовою два томи фундаментальної праці О. П. Блаватської «Таємна Доктрина». Цілі абзаци цього об'ємного трактату були дані на різних, найчастіше давніх мовах. Блискуче володіння іноземними мовами і глибоке знання філософії дозволило Олені Іванівні впоратися з цією роботою за рекордно швидкі терміни (менше двох років). Відомо, що Ю. М. Реріх, світовий авторитет у сходознавстві, в скрутних випадках тлумачення тих чи інших символів, легенд, переказів звертався за допомогою до матері.

### Епістолярна спадщина
Особливе місце в творчості О. І. Реріх займає її епістолярна спадщина. Вона вела переписку більш ніж з 140 кореспондентами. Географія листів охоплює кілька континентів — Північну і Південну Америку, Західну і Східну Європу, багато країн. Люди різного віку і професій, соціального стану ділилися з нею своїми роздумами, просили поради, розповідали про свою долю. Серед кореспондентів Олени Іванівни — друзі, учні, діячі культури, політичні лідери. У листах Е. В. Реріх дає відповіді на численні питання, роз'яснює найскладніші філософські та наукові проблеми, основи Живої Етики. Вона пише про великих Космічних Законах, про сенс людського існування, про значення культури в еволюції людства, про великих учителів.
У 1940 році в Ризі вперше вийшов двотомник «Листів Олени Реріх», який неодноразово перевидавався. Повне зібрання листів О. І. Реріх видається Міжнародним Центром Реріхів, де знаходиться її епістолярна спадщина, передане Центру в 1990 році С. М. Реріхом.

### Громадська діяльність Олени Реріх в 1930-ті роки
18 листопада 1933 року О. І. Реріх разом з чоловіком були обрані почесними президентами «Постійного Комітету Пакту Реріха і Прапора Миру» — Договору про охорону художніх і наукових закладів та історичних пам'яток. Під час Маньчжурської експедиції М. К. Реріха (1934—1935 рр.) Олена Іванівна вела всю ділову переписку з міжнародними культурно-просвітницькими організаціями і координувала їх діяльність в підтримку Пакту Реріха, а також займалася роботу відділень створеної за її ініціативою Всесвітньої Ліги Культури. Підсумком цієї роботи стало підписання Пакту Реріха 15 квітня 1935 року главами 22 країн, включаючи США.

### Останні роки
Після смерті чоловіка, в січні 1948 року О. І. Реріх разом зі старшим сином переїхала в Делі, а потім до Кхандалу (передмістя Бомбея), де вони очікували на прибуття пароплава з СРСР, який повинен був привезти їм в'їзні візи на Батьківщину. Але у візах їм було відмовлено. Вони оселилися в Калімпонзі (Східні Гімалаї). Олена Іванівна продовжувала сподіватися, що їм вдасться повернутися додому, передати в дар російському народові праці всього свого життя і попрацювати на благо Країни Кращої" — так вона називала Радянський Союз. Е. В. Реріх, як і Микола Костянтинович, ніколи не змінювала російського громадянства. Але всі численні прохання залишалися без відповіді.
5 жовтня 1955 року Олена Іванівна Реріх пішла з життя. На місці її кремації лами спорудили білу ступу, на якій було висічено напис: «Олена Реріх, дружина Миколи Реріха, мислитель і літератор, давній друг Індії».

## Пам'ять про Олену Реріх

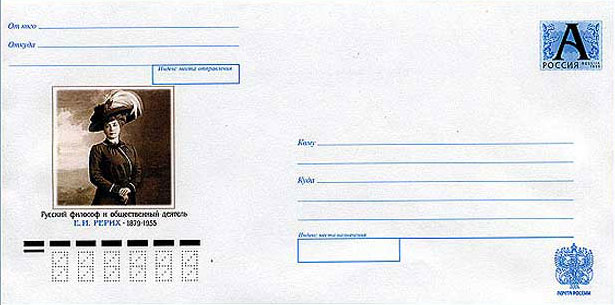
Маркований конверт Росії, присвячений 125-річчю Олени Іванівни Реріх

Астероїд «Реріх»

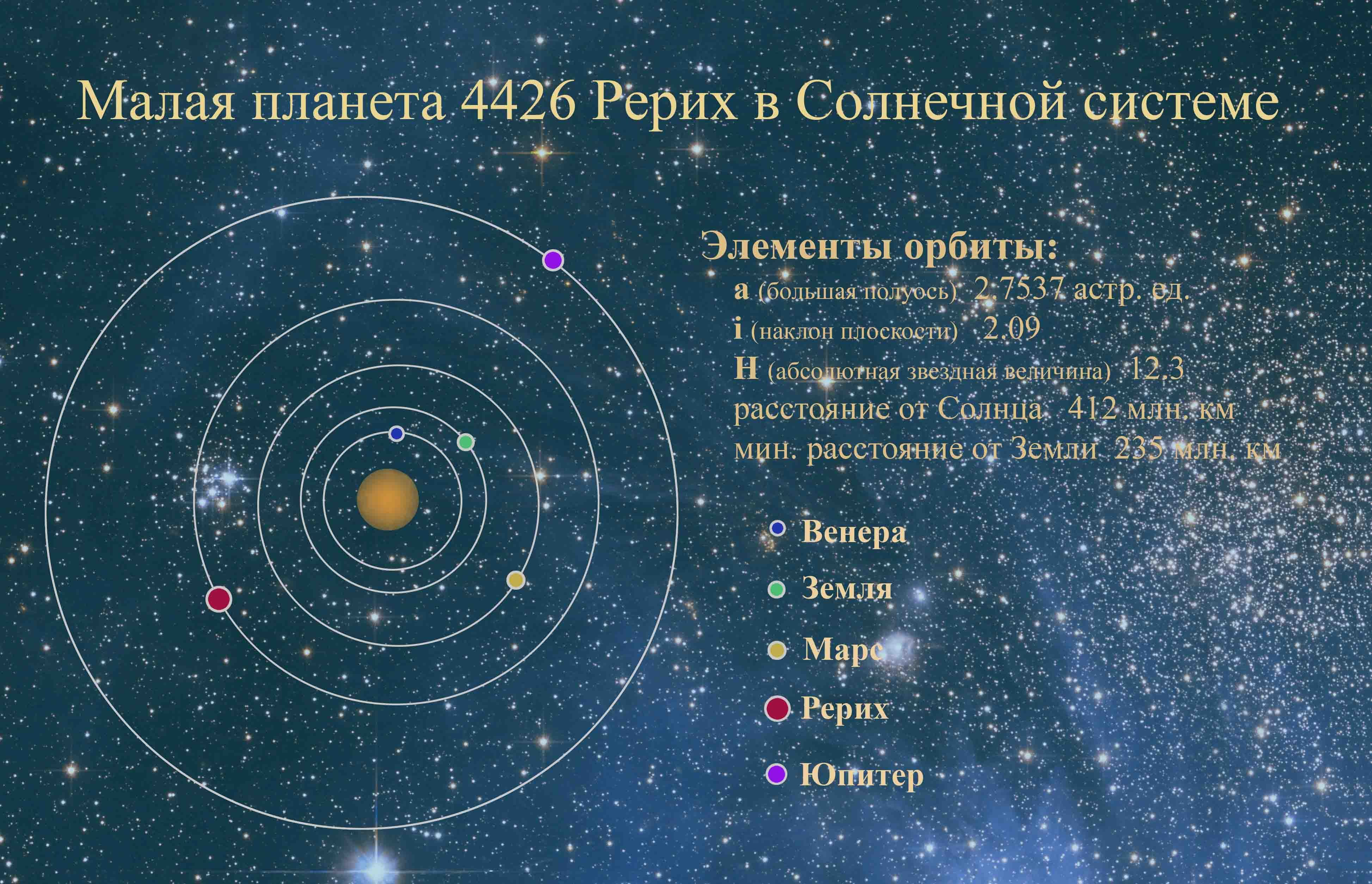
Мала планета «Реріх»

15 жовтня 1969 року астрономами Кримської астрофізичної обсерваторії Миколою Степановичем та Людмилою Іванівною Чорних була відкрита мала планета (астероїд) в Сонячній системі і названа на честь родини Реріхів. Зареєстрований астероїд під номером 4426.

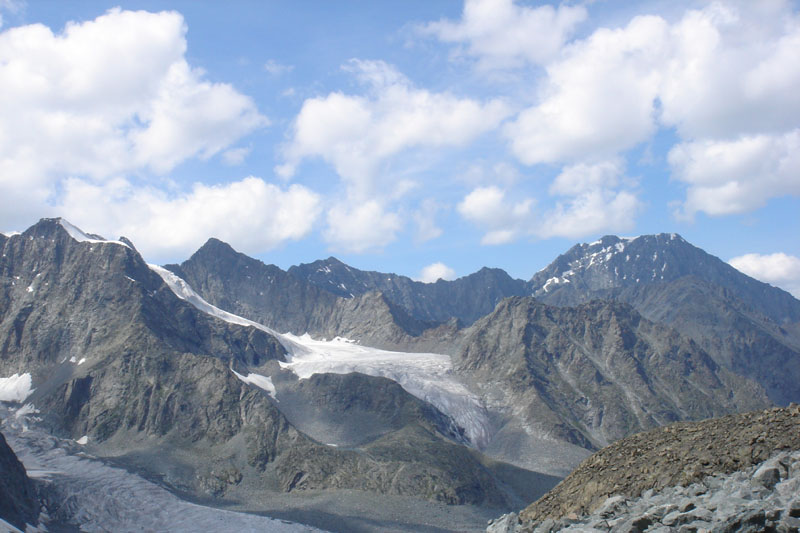
Алтай. Піки і перевали, названі в честь родини Реріхів

У жовтні 1999 року в своєму виступі в Музеї імені М. К. Реріха про цю подію астроном М. С. Черних, відкрив понад 500 астероїдів, сказав: «Назву було затверджено спеціальною комісією Міжнародного астрономічного союзу, що складається з 11 представників різних країн світу. Тільки при одноголосному думці назва приймається. Поява малої планети „Реріх“ — це міжнародне визнання творчості і видатних досягнень Реріхів».
Географічні об'єкти, названі на честь Олени Реріх
- Пік і перевал «Урусваті» на Алтаї 
6 липня 1978 року група альпіністів під керівництвом В. Пивоварова піднялася на безіменну вершину і пройшла перевал між піком Реріха і Бєлухою. Перевал і безіменна вершина (3500 м.) були названі ім'ям «Урусваті» і присвячені Олени Іванівни Реріх.[53]
- Перевал Олени Іванівни Реріх на Тянь-Шані
Перевал, названий на честь О. І. Реріх, розташований на Киргизькому хребті. Він знаходиться між горами Усеченка і Салык. Висота перевалу — 4350 м.

Пам'ятник Реріхам у Москві
9 жовтня 1999 року під час ювілейних святкувань, присвячених 125-річчю з дня народження М. К. Реріха, 120-річчя О. І. Реріх в Москві, біля входу в Музей імені М. К. Реріха встановлено пам'ятник — скульптурне зображення Миколи Костянтиновича і Олени Іванівни Реріхів.
У 1999 році до 120-річчя О. І. Реріх Міжнародним Центром Реріхів заснована ювілейна медаль «Олена Реріх». Цією медаллю нагороджуються вчені і громадські діячі, які займаються вивченням і популяризацією багатогранної спадщини сім'ї Реріхів.
Музей Олени Реріх в Калімпонзі

Художник пояснює відмінність художніх методів та стилів студентам Коледжу мистецтв ім. Е. В. Реріх

У 2005 році в Калімпонзі (Індія) у затишному двоповерховому особняку, відомому як «Будинок Крукеті», відкрито музей Олени Реріх. Тут Е. І. Реріх провела свої останні роки життя (1948—1955). Відкриття музею було приурочено до 50-ї річниці з дня її смерті.
Коледж мистецтв імені О. І. Реріх почав свою діяльність в будівлі Інституту «Урусваті» (Індія) з квітня 2003 року. Діти з Нагару і довколишніх сіл навчаються в Коледжі з чотирьох предметів: індійської класичної та фольклорної музики, танцю, акторської майстерності та живопису.
Народна бібліотека імені О. І. Реріх
В алтайському селі Усть-Кокса створена Народна бібліотека імені О. І. Реріх. На початок 2012 року фонд бібліотеки становив близько 100 тис. видань. Її послугами користуються понад 1600 осіб. З 2003 року бібліотека є членом Російської Бібліотечної Асоціації та колективним членом міжнародної бібліотечної асоціації IFLA.
Благодійний Фонд і Міжнародна премія імені О. І. Реріх
Благодійний Фонд імені О. І. Реріх створений в 2001 році в Москві з метою фінансування програм, пов'язаних з популяризацією спадщини родини Реріхів і розвитком культурних починань, що мають своїм завданням духовний розвиток народів Росії. Фонд сприяє діяльності в сфері освіти, науки, культури, мистецтва, просвітництва. Одним з напрямків діяльності Фонду є виявлення молодих талантів у різних областях мистецтва і надання їм допомоги з метою збереження та розвитку їх творчих здібностей.
Благодійним Фондом імені О. . Реріх в цілях заохочення наукових досліджень, пов'язаних з вивченням багатогранної науково-філософської спадщини сім'ї Реріхів заснована Міжнародна Премія імені Е. В. Реріх.

### Вчення Живої етики
- «Листы сада Мории. Зов». Париж, 1924 р.
- «Листы сада Мории. Озарение». /…/, 1925 р.
- «Община». Урга (Улан-Батор), 1926 р. (перевидана в оновленій версії в Ризі, 1936 р.)
- «Агни Йога». Париж, 1929 р.
- «Беспредельность, 1 часть». Париж, 1930 р.
- «Беспредельность, 2 часть». Париж, 1930 р.
- «Иерархия». Париж, 1931 р.
- «Сердце». Париж, 1932 р.
- «Мир Огненный, 1 часть». Париж, 1933 р.
- «Мир Огненный, 2 часть». Рига, 1934 р.
- «Мир Огненный, 3 часть». Рига, 1935 р.
- «Аум». Рига, 1936 р.
- «Братство». Рига, 1937 р.
- «Надземное». Дата завершення книги — 1938 рік. Манускрипт з 955 параграфів, вперше виданий тільки на початку 1990-х років.

### Основні праці Олени Реріх
Основні праці (частина робіт вийшла під псевдонімом):
1. Ханум Искандер. Чаша Востока: Письма Махатмы, Алатас: Нью-Йорк — Париж — Рига — Харбин, 1925.
2. Рокотова Н. Основы буддизма, Урга, 1926; Рига, 1940.
3. Сент-Илер Ж. Криптограммы Востока, Русское Книгоиздательство Я. Поволоцкаго и К-о: Париж, 1929.
4. Яровская Н. Знамя Преподобного Сергия Радонежского, Алтаир: Рига, 1934.
5. Письма Е. Рерих. Т.1,2. Рига: Угунс, 1940.

#### Посмертні видання
1. Три ключа.— Киев, 1997.
2. Космическая эволюция и её цель // Мир Огненный.— 1999.— № 1 (20).— С. 57—63.
3. Рерих Е. И. Письма.— тт. 1—9.— М.: МЦР, 1999—2009.
4. Рерих Е. И. У порога Нового Мира.— М.: МЦР, 2000.
5. Рерих Е. И. Огонь Неопаляющий.— М.: МЦР, 2004.
6. Рерих Е. И. Письма Елены Рерих, 1929—1939: текст писем и предисловия соответствует первому прижизненному изданию, подготовленному к печати Е. И. Рерих [Рига: Угунс, 1940]: в 2 т., СПб: Государственный «Институт Культурных Программ», 2009.
7. Рерих Е. И. Философские рукописи «Огненный опыт», «Сны и видения», «Космологические записи», «Изучение качеств человека», а также отрывки из дневника Елены Рерих собраны в книге «На пороге нового мира» издание Интернационала центр-Музей «Рерих» в Москве в 1993 году книга была переиздана в 2000 году.

### Міжнародні організації та Фонди
- Міжнародний Центр Реріхів
- Благодійний Фонд імені Олени Іванівни Реріх

 — Міжнародна Премія імені Олени Іванівни Реріх
- Міжнародний Меморіальний Трест Реріхів

### Заходи, присвячені пам'яті О.І.Реріх
- Урочистий вечір, присвячений Е. І. Реріх / Інтернет-портал «Музеї Росії», 12.02.2017 р.
- Вечір, присвячений дню народження Олени Іванівни Реріх [недоступне посилання] / Сайт Міністерства культури Російської Федерації, 16.02.2011
- Конференція, присвячена 130-річчю Е. І. Реріх, в Центрі-Музеї імені М. К. Реріха / Інтернет-портал «Музеї Росії», 10.10.2009 р.
- Виставка «Жити на Землі, торкаючись Неба» в Музеї імені Н. К. Реріха / Інтернет-портал «Музеї Росії», 9.10.2009 р.
- 130-річчя Е. І. Реріх в Музеї Р. Державіна і російської словесності його часу / Інтернет-портал «Музеї Росії», 5.03.2009 р.
- Святкування 130-річного ювілею Е. І. Реріх в Міжнародному Центрі-Музеї імені М. К. Реріха / Інтернет-портал «Музеї Росії», 16.02.2009 р.
- 130-річний ювілей Олени Іванівни Реріх в Ярославлі / Інтернет-портал «Музеї Росії», 11.02.2009 р.
- Вечір пам'яті Е. І. Реріх в Центрі-Музеї імені М. К. Реріха / Інтернет-портал «Музеї Росії», 16.02.2007 р.
- Ювілей Олени Іванівни Реріх в Ярославлі / Інтернет-портал «Музеї Росії», 12.02.2004 р.

### Картини, присвячені Е.В.Реріх
- Картини М. К. Реріха, присвячені О. І. Реріх
- Портрети О. І. Реріх пензля С. М. Реріха